# Ментавејска веверица
Ментавејска веверица (лат. Callosciurus melanogaster, енгл. Mentawai squirrel) је сисар из реда глодара (Rodentia) и породице веверица (Sciuridae).

## Распрострањење
Ареал врсте је ограничен на Ментавејска острва у Индонезији, која су једино познато природно станиште врсте.

## Станиште
Станиште врсте су шуме.

## Угроженост
Ова врста се сматра рањивом у погледу угрожености врсте од изумирања.